# ويليام أوين بوش
ويليام أوين بوش (بالإنجليزية: William Owen Bush)‏ هو سياسي أمريكي، ولد في 4 يوليو 1832 في مقاطعة كلاي في الولايات المتحدة، وتوفي في 13 فبراير 1907 في أولمبيا في الولايات المتحدة. انتخب عضو مجلس نواب واشنطن.